# 阿杜斯蒂纳
阿杜斯蒂纳是巴西巴伊亚州的一个市镇。总面积619.66平方公里，总人口14787人，人口密度23.9人/平方公里。